# Mortal Kombat Mythologies: Sub-Zero
Mortal Kombat Mythologies: Sub-Zero (с англ. — «Сказания смертельной битвы: Саб-Зиро») — компьютерная игра в жанре приключенческого боевика, которая стала спин-оффом серии файтингов Mortal Kombat. Выпущенная в 1997 году игра Mortal Kombat Mythologies, разрабатывалась компанией Midway для игровых приставок PlayStation и Nintendo 64. Версия для PlayStation содержит игровые видеоролики, а версия для Nintendo 64 заменяет их статическими изображениями из-за ограниченного объёма памяти картриджа. Mortal Kombat Mythologies стала последней игрой серии, использовавшей оцифрованные изображения актёров в костюмах, и первой, в которой применялась 3D-графика для создания персонажей и уровней в реальном времени. Игра была представлена на ежегодной выставке Electronic Entertainment Expo (E3), Атланта (Джорджия, США), 19 июня 1997 года.
Следуя сюжету, Саб-Зиро, которым управляет игрок, должен найти древний амулет, представляющий собой могущественный артефакт. Исследуя восемь разных миров, он сталкивается с различными типами противников, используя уже знакомую по предыдущим играм серии механику боя. События в Mortal Kombat Mythologies: Sub-Zero происходят до начала турнира «Смертельная битва», который состоялся в первой игре, и служат приквелом к четвёртой части номерной серии.
Хотя в игре нетривиальная сюжетная линия, она не была хорошо воспринята как критиками, так и игроками. Графика была признана устаревшей, а геймплей вялым, что является нетипичным для игры в жанре платформер. Несмотря на невысокие оценки критиков было продано около миллиона копий Mortal Kombat Mythologies: Sub-Zero по всему миру, из которых 700 000 копий в Северной Америке.

## Игровой процесс
Хотя игра Mortal Kombat Mythologies: Sub-Zero классифицируется как приключенческий боевик, управление в ней очень похоже на то, что использовалось в 2D-файтингах основной серии. Игровое пространство представляет собой систему платформ, а управляемый игроком Саб-Зиро проходит локации и сражается с разными противниками. Как и в файтинге, он способен провести серию комбо, используя четыре вида базовой атаки (верхний удар рукой, нижний удар рукой, верхний удар ногой, нижний удар ногой) с возможностью блокировать встречные удары. Саб-Зиро может бегать, перепрыгивать через ямы, цепляться за уступы и лазать по верёвкам. Также можно изменить направление игрового персонажа и развернуть его в противоположную сторону, брать и использовать предметы. Сеттинг представлен вымышленной игровой псевдореальностью, основу для уровней составляют декорации, созданные в подражание культуре народов Азии, также была воссоздана антиутопическая модель загробного мира.

Саб-Зиро использует заморозку. В левом верхнем углу отображается количество жизней (2x по умолчанию), а также полоски, показывающие текущее состояние здоровья и энергии

Игрок начинает игру с небольшой полоской здоровья и ограниченным запасом продолжений. Побеждая противников, Саб-Зиро получает очки опыта, которые позволяют открыть новые спецприёмы:10. При выполнении спецприёмов расходуется энергия персонажа, которая отображается в верхней части экрана в виде синей полоски, называемой «льдометр» (англ. Ice meter). Здоровье и энергия могут быть восполнены при помощи предметов, которые можно подобрать на уровнях. Впрочем, полоска «льдометр» также медленно восполняется сама собой. Игрок может комбинировать предметы в инвентаре, смешивая экстракты трав для восстановления здоровья.
В игре пять уровней сложности — «очень лёгкий», «лёгкий», «средний», «трудный» и «очень трудный». На самом лёгком уровне сложности по ходу прохождения игроку будут попадаться таблички с подсказками. Но полностью пройти игру на очень лёгком или лёгком уровнях нельзя, так как она заканчивается после завершения миссии «Элемент Огня». Игроку будет предложено выбрать более высокий уровень сложности. Враги в игре будут более активными на сложном и очень сложном уровнях, когда они атакуют первыми.
В игре реализована система паролей. После прохождения каждого уровня игрок получает код на следующий уровень. Кроме этого, вначале игры в меню опций можно ввести чит-код. Игрок может повлиять своими действиями на развитие сюжета. В предстоящей битве с боссом игрок сам решает, убивать его или пощадить.

## Сюжет
Игра раскрывает миф о Саб-Зиро, убийце из клана Лин Куэй (англ. Lin Kuei), которого нанимает колдун Куан Чи, чтобы украсть карту элементов из храма Шаолинь. Саб-Зиро, проникнувший в храм, столкнулся там со своим соперником — Скорпионом из враждебного клана Сирай Рю (англ. Shirai Ryu), которого также нанял Куан Чи, чтобы наверняка достичь цели, если один из них провалит задание. Саб-Зиро убивает Скорпиона и, заполучив карту, возвращается в штаб Лин Куэй. В свою очередь, Куан Чи, в награду за карту, устраняет всех представителей клана Сирай Рю.
Снова воспользовавшись услугами клана Лин Куэй, Куан Чи нанимает Саб-Зиро, чтобы найти древний амулет, следуя украденной им карте элементов. На сей раз Саб-Зиро надлежит одолеть охраняющих амулет стражников — четырёх богов, представляющих собой четыре стихии, составляющие жизнь на Земле. Исследуя локации в поисках спрятанных элементов, Саб-Зиро борется со стихией природных явлений — ему противостоят силы ветра, земли, воды и огня. Когда Саб-Зиро находит амулет, внезапно появляется Куан Чи и первым берёт его. Колдун объясняет воину Лин Куэй, что артефакт принадлежит его господину — Шинноку. И когда он доставит ему амулет, Шиннок освободиться из Преисподней и уничтожит Земное Царство. Саб-Зиро не верит колдуну и называет его безумцем, и Куан Чи с ухмылкой на лице исчезает. Однако затем появляется Бог Грома и защитник Земного Царства Райдэн, который развеивает сомнения Саб-Зиро насчёт Шиннока, амулета и Преисподней. Бог Грома отправляет воина Лин Куэй в ад, чтобы тот исправил свою ошибку и вернул амулет. У Саб-Зиро не остаётся выбора — он прыгает в портал, повинуясь воле Бога.
Оказавшись в Тюрьме Душ, Саб-Зиро сталкивается в камере с призраком Скорпиона, который обвиняет его в своей гибели, а также убийстве жены и ребёнка. Саб-Зиро пытается объяснить Скорпиону, что клан Сирай Рю был уничтожен Куан Чи, но призрак не слушает его. Завязывается битва, и Саб-Зиро в очередной раз побеждает Скорпиона. Избавившись от тюремщика, Саб-Зиро сбегает из Тюрьмы Душ и, минуя Мост Бессмертия, добирается до крепости Шиннока, где вступает в схватку с тремя прислуживающими Куан Чи хранительницами магических кристаллов: Кией, Джатаакой и Сариной, единственной оставшейся в живых после встречи с ним. Далее, воспользовавшись энергией кристаллов, Саб-Зиро телепортируется в обитель Куан Чи, и узнаёт, что опоздал — амулет уже у Шиннока. Колдун говорит воину Лин Куэй, что его душа охвачена злом — иначе он не смог бы существовать в Преисподней. Куан Чи предлагает Саб-Зиро присоединиться к Братству Тени (англ. Brotherhood of Shadow) и присягнуть лорду Шинноку, как своему новому господину. Саб-Зиро резко отказывается, и начинается битва, в ходе которой Сарина помогает ледяному воину победить колдуна. Сарина объясняет потом недоумевающему воину, что уже многие столетия мечтала выбраться из Преисподней и просит взять её с собой. Неожиданно за спиной у Сарины появляется Шиннок, который убивает её. Воин Лин Куэй вступает в финальное противостояние с Шинноком. Ему удаётся сорвать с шеи Шиннока амулет, однако тот превращается в демона. Внезапно открывается портал в Земное Царство, и Саб-Зиро прыгает туда. Он отдаёт амулет Райдэну и спрашивает: правда ли, что его душа охвачена злом? Райдэн подтверждает слова Куан Чи и говорит, что человек сам управляет своей судьбой, и Саб-Зиро всё ещё может изменить своё будущее.
Саб-Зиро возвращается в свой клан. В штабе Лин Куэй у Грандмастера новая задача для Саб-Зиро, недавние подвиги которого привлекли внимание другого колдуна, по имени Шан Цзун. Он приглашает Саб-Зиро принять участие в турнире под названием «Смертельная битва».

## Разработка и выпуск
Mortal Kombat Mythologies: Sub-Zero разрабатывалась Джоном Тобиасом, одним из создателей оригинальной серии, в то время как его соавтор, Эд Бун, был занят другим проектом под названием Mortal Kombat 4. Впервые разработчики объявили о своих планах по созданию новой игры в 1996 году. Тобиас давно хотел сделать приключенческую игру в рамках серии, и показанная за закрытыми дверями демонстрационная версия консоли PlayStation убедила команду, что для Midway настала пора взяться за свой первый собственный проект для домашних консолей — даже если сама идея и противоречила менталитету студии. «Мы всегда считали, что аркадные автоматы находятся на вершине пищевой цепочки, а консоли уже под ними, — вспоминал Джошуа Цуи. — Это по-настоящему поддерживало мой снобизм по отношению к аркадным автоматам». Тогда было известно, что игра выйдет только на PlayStation и будет посвящена отдельному персонажу серии. Позднее сообщили, что первоначально обещанный релиз для PlayStation с рабочим названием Mortal Kombat Mythologies: The Adventures of Sub-Zero также станет дебютом для Nintendo 64. В марте появилась первая информация об игре, а в апреле были представлены концепт-арты персонажей. В конце мая появилась информация, что компания DDB Needham Interactive займётся созданием официального сайта игры. Уже в июне был открыт веб-сайт, включающий в себя дополнительные секции с подробным описанием сюжетной линии в Mortal Kombat Mythologies: Sub-Zero, начиная с создания мира Старших Богов и битвы между Шинноком и Райдэном. Кроме того, в июне было опубликовано видео с демонстрацией игрового процесса. Наряду с другими играми, компания Midway представила Mortal Kombat Mythologies: Sub-Zero на выставке E3 1997, где был опубликован официальный пресс-релиз с описанием основных аспектов игры. В интервью Тобиас также сообщил, что разница между версиями игры для Nintendo 64 и PlayStation в действительности совсем небольшая. Пользователи Nintendo 64 столкнуться с некоторым незначительным сокращением кадров из-за формата картриджа, но они, несомненно, будут обрадованы роскошными фонами. Тем временем пользователи PlayStation скорее всего будут иметь некоторые дополнительные видеозаставки благодаря большей ёмкости CD-носителя.
Разработка Mortal Kombat Mythologies: Sub-Zero заняла около 14 месяцев от начала до конца. Основная команда разработчиков находилась в офисе Midway, расположенном в Чикаго, и состояла из пяти художников, двух программистов и одного саунд-дизайнера. Графическая часть в Mortal Kombat Mythologies: Sub-Zero была создана с помощью различных методов. Саб-Зиро и многие другие персонажи игры были созданы посредством оцифровки движений живых актёров, наиболее зловещие враги, а также все фоны были выполнены в 3D. Такое сочетание обеспечивает более реалистичный вид из когда-либо достигнутых в предыдущих играх серии Mortal Kombat. Ещё одним новшеством было решение использовать детальные кинематографические сцены, повествующие о развитии сюжета, в то время как игрок прогрессирует по игре. Это было сделано путём объединения съёмок живых актёров с цифровыми элементами. Актёры были записаны на плёнку перед зелёным экраном в цифровом сочетании с 3D-фоном. Фактически съёмка видео заняла около недели. Коллектив был сведён к минимуму, и весь процесс с лентой для постпродакшн работы занял около месяца. Позднее была выпущена видеокассета с записью процесса создания игры.

Актёры празднуют окончание съёмок. E3 1997. Слева направо: Брайан Глинн, Лия Монтелонго, один из гостей, Джон Тёрк, Керри Хоскинс

Актёры, задействованные в съёмках видео для игры Mortal Kombat Mythologies: Sub-Zero, участвовали также в предыдущих проектах компании Midway. Джон Тёрк уже примерял на себя костюм во время съёмок, изображая многих персонажей серии в прошлом, включая Скорпиона, Шан Цзуна и различные воплощения самого Саб-Зиро. Кроме Тёрка, другой талантливый актёр Ричард Дивицио, изображающий Куан Чи, загадочного и могущественного колдуна, который был причастен к тому, что Саб-Зиро отправился в довольно рискованное мероприятие, ранее также изображал классических персонажей серии, в числе которых были Кано и Барака. Керри Хоскинс и Лия Монтелонго изображали прекрасных, но смертельно опасных убийц — соответственно, Кию и Сарину. Хоскинс наиболее известна своей ролью Сони Блейд в предыдущих играх серии, а Монтелонго сыграла Синдел в Mortal Kombat 3. Согласно Монтелонго, съёмки её персонажа Сарины в целом заняли два дня, однако продолжительность рабочего дня составляла двенадцать часов. Многие актёры, изображающие персонажей в кинематографических сценах, также изображали их пикселизированные аналоги в игровом процессе. Музыку к Mortal Kombat Mythologies: Sub-Zero, как впрочем и к другим играм серии, написал композитор Дэн Форден. При создании саундтрека использовались этнические мотивы, основанные на традиционной азиатской музыке в сочетании с динамичными ритмами.
На этапе создания финальной версии разработчики отказались от запланированных проектов с дополнительным уровнем и врагами, хотя их спрайты можно найти в коде игры. Рисунок Тобиаса, на котором была изображена адская гончая, демоническое собакоподобное существо, был показан во время разработки. Однако дальнейшая её судьба остаётся неизвестной, так как в игре адская гончая не появляется. Несколько других изменений также были сделаны в течение разработки, включая неиспользованную альтернативную концовку, где Саб-Зиро возвращается в клан, провалив миссию. Была намечена дата выхода Mortal Kombat Mythologies: Sub-Zero на PC, но разработчики в итоге ограничились выпуском версий для PlayStation и Nintendo 64.
1 октября 1997 года версия Mortal Kombat Mythologies: Sub-Zero для PlayStation поступила в продажу на территории США. Выход игры для Nintendo 64 был запланирован через месяц, но в целях удовлетворения сторонних технических условий, установленных Nintendo, был перенесён на 9 декабря 1997 года. В Европе версия игры для PlayStation была выпущена 8 декабря 1997 года, а версия для Nintendo 64 поступила в продажу только 12 февраля 1998 года.

## Отзывы и критика
| Сводный рейтинг       | Сводный рейтинг | Сводный рейтинг |
| Издание               | Оценка          | Оценка          |
| Издание               | N64             | PS              |
| --------------------- | --------------- | --------------- |
| GameRankings          | 44,84 %         | 53,20 %         |
| Иноязычные издания    |                 |                 |
| Издание               | Оценка          | Оценка          |
| Издание               | N64             | PS              |
| AllGame               | [ 52 ]          | [ 53 ]          |
| GameSpot              | 4,9/10          | 7,5/10          |
| IGN                   | 3,0/10          | 3,5/10          |
| Nintendo Power        | 4,3/10          |                 |
| Русскоязычные издания |                 |                 |
| Издание               | Оценка          | Оценка          |
| Издание               | N64             | PS              |
| «Страна игр»          |                 | 6,0/10          |

Критики с интересом восприняли концепцию подачи сюжета в виде отдельной игры в рамках основной серии, так как Mortal Kombat Mythologies сфокусирована на Саб-Зиро и его прошлом. К тому же, данная игра является приквелом к основной серии файтингов, то есть игрокам было предложено узнать мотивацию персонажей к участию в последующем турнире. Порадовало также сочетание нескольких жанров в одной игре: «MKM довольно удивительное соединение файтинга и платформера и, несомненно, порадует фанов MK и платформенных игр» — написал GameSpot и оценил версию для PlayStation на 7,5/10. Сотрудник редакции французского журнала «Consoles +» Франсуа Гарнье также отметил оригинальные особенности игры: «Признаюсь, никогда не был большим фаном серии Mortal Kombat! Но раз игр в жанре „избей их всех“ вовсе не так уж и много для PlayStation, идея использовать мир этой саги в таком жанре мне показалась очень даже хорошей. К тому же играть нужно за злодея, что бывает довольно редко. К сожалению, техническое исполнение средненькое, манёвренность ограниченная, а графика очень неравномерная. Короче, MKM — игрушка, которая понравится любителям жанра или поклонникам Mortal Kombat». Nintendo Power по результатам тестирования в рубрике «Now Playing» констатировал, что MKM «более проработана, чем большинство сайд-скроллеров», однако добавил, что игровой процесс плохо сбалансирован. Вдобавок в том же вердикте отмечалось, что игру глупо сравнивать с другими представителями серии Mortal Kombat, «она по стилистике больше походит на Final Fight, чем на файтинг».
Многие рецензенты жаловались на недружелюбное управление. Одной из главных проблем игрового процесса была неудобная кнопка поворота, которая предназначалась для разворачивания Саб-Зиро в сторону противника. В версии для Nintendo 64 функция поворота была закреплена на одну из кнопок спереди джойстика, в то время, как на PlayStation поворот был закреплён за более удобной кнопкой сверху джойстика. Кроме этого, вызвала нарекания крестовина геймпада, предназначенная для прыжков, а также сложилось негативное впечатление от предварительного просмотра версии для Nintendo 64 с жалобами на отсутствие кадров анимации, низкое качество звука и неудобное управление. На страницах журнала «Великий Dракон» рецензент отмечает, что даже привычное управление из основной серии файтингов Mortal Kombat плохо работает в рамках платформенной игры, к нему приходится «привыкать долго и упорно, мирясь с постоянными ошибками». Схожие проблемы были в игре Batman Forever для Sega Mega Drive и Super Nintendo — вспоминает журналист. Редактор сайта GameSpot Джефф Герстманн в рецензии на игру Mortal Kombat Mythologies: Sub-Zero также высказал следующие недостатки: «Во-первых, в некоторых местах (прекрасный пример — Мост Шиннока) вы не можете видеть следующую платформу. Вместо этого, вы должны сделать прыжок слепой веры в неизвестность, чтобы найти площадку, которая находится внизу экрана вне поля зрения. Во-вторых, игра слишком короткая, предлагая вместо этого непомерную сложность игры и постоянные переигрывания».
Версия для PlayStation собрала более благосклонные отзывы критиков, хотя обе версии были раскритикованы за устаревшую графику. Версия же для Nintendo 64 получила совсем невысокие оценки. GameSpot выставил всего 4,9/10 с таким замечанием: «Это лишь только для заядлых фанов MK, у которых нет собственной PlayStation». Nintendo Power оценили игру на 4,3/10 с комментарием: «Лучше сначала опробовать, а потом платить деньги».
В итоге Mortal Kombat Mythologies: Sub-Zero получила средние оценки. На сайтах-агрегаторах GameRankings и MobyRank рейтинг игры версии для PlayStation составляет 53,20 % и 58/100, версия для Nintendo 64 получила только 44,84 % и 41/100. Журнал «GamePro» сравнил игру с другими платформерами для PlayStation: «Не такая масштабная игра как Castlevania: Symphony of the Night и не такая глубокая как Oddworld: Abe’s Oddysee, но всё же весьма достойно показывает себя как крепкий напряжённый экшен». Дмитрий Эстрин, подводя итог на страницах журнала «Страна игр», назвал Mortal Kombat Mythologies: Sub-Zero продуктом, признанным наилучшим образом оттенить достоинства будущего Mortal Kombat 4. В русской версии журнала «Official PlayStation Россия» в заключение было написано следующее: «Однако после игры может возникнуть, и вполне справедливый вопрос: а не собирается ли Midway сделать что-либо подобное относительно остальных персонажей, создав ещё несколько подобных прологов к своей серии? Выход Mortal Kombat Mythologies: Sub-Zero стал сюрпризом для многих обладателей Sony PlayStation. Если уж мы и ожидали что-нибудь от Midway, то, скорее всего, стандартный файтинг, но никак не столь оригинальный. Игра прекрасно подойдёт для тех, кто желает скоротать время до Mortal Kombat IV»[sic].

## Влияние
Уже в 1997 году компания Midway выпустила очередной файтинг, где были задействованы некоторые персонажи из Mortal Kombat Mythologies, включая Куан Чи и Шиннока, а также Бога Ветра, которого в Mortal Kombat 4 зовут Фудзином. В 1998 году компания Tiger Electronics представила портативную игру Mortal Kombat Mythologies: Sub-Zero на собственной платформе с жидкокристаллическим дисплеем. 
Известны также два нелицензионных переноса игры на консоли прошлого поколения, выпускавшиеся для стран второго и третьего мира — Mortal Kombat 5: Sub Zero для Sega Mega Drive и Mortal Kombat Mythologies Gold 2000 для Super Nintendo.